# Chanos-Curson
Chanos-Curson est une commune française située dans le département de la Drôme, en région Auvergne-Rhône-Alpes.
Ses habitants sont dénommés les Chanos-Cursonnais.

## Géographie

### Situation et description
Chanos-Curson est située à 13 km de Romans-sur-Isère.

### Relief et géologie
Le relief de Chanos Curson est composé majoritairement de zones rocheuses. Un grand caillou est notamment célèbre dans ce village, situé au centre de celui-ci, les villageois ont pour habitude de se réunir autour de ce caillou pour faire la danse de la pluie et le célèbre barbecue annuel. 

### Climat
Pour des articles plus généraux, voir Climat d'Auvergne-Rhône-Alpes et Climat de la Drôme.
En 2010, le climat de la commune est de type climat du Bassin du Sud-Ouest, selon une étude du CNRS s'appuyant sur une série de données couvrant la période 1971-2000. En 2020, Météo-France publie une typologie des climats de la France métropolitaine dans laquelle la commune est dans une zone de transition entre le climat de montagne et le climat méditerranéen et est dans la région climatique  Moyenne vallée du Rhône, caractérisée par un bon ensoleillement en été (fraction d’insolation > 60 %), une forte amplitude thermique annuelle (4 à 20 °C), un air sec en toutes saisons, orageux en été, des vents forts (mistral), une pluviométrie élevée en automne (250 à 300 mm). 
Pour la période 1971-2000, la température annuelle moyenne est de 12,5 °C, avec une amplitude thermique annuelle de 17,8 °C. Le cumul annuel moyen de précipitations est de 861 mm, avec 7,6 jours de précipitations en janvier et 5,4 jours en juillet. Pour la période 1991-2020, la température moyenne annuelle observée sur la station météorologique de Météo-France la plus proche, « Mercurol », sur la commune de Mercurol-Veaunes à 2 km à vol d'oiseau, est de 13,4 °C et le cumul annuel moyen de précipitations est de 864,4 mm,. Pour l'avenir, les paramètres climatiques de la commune estimés pour 2050 selon différents scénarios d'émission de gaz à effet de serre sont consultables sur un site dédié publié par Météo-France en novembre 2022.

## Urbanisme

### Typologie
Au 1er janvier 2024, Chanos-Curson est catégorisée commune rurale à habitat dispersé, selon la nouvelle grille communale de densité à 7 niveaux définie par l'Insee en 2022.
Elle est située hors unité urbaine. Par ailleurs la commune fait partie de l'aire d'attraction de Valence, dont elle est une commune de la couronne,. Cette aire, qui regroupe 71 communes, est catégorisée dans les aires de 200 000 à moins de 700 000 habitants,.

### Occupation des sols
L'occupation des sols de la commune, telle qu'elle ressort de la base de données européenne d’occupation biophysique des sols Corine Land Cover (CLC), est marquée par l'importance des territoires agricoles (79,1 % en 2018), en diminution par rapport à 1990 (84,2 %). La répartition détaillée en 2018 est la suivante : zones agricoles hétérogènes (35 %), terres arables (27,5 %), cultures permanentes (16,7 %), zones urbanisées (10,5 %), forêts (10,3 %). L'évolution de l’occupation des sols de la commune et de ses infrastructures peut être observée sur les différentes représentations cartographiques du territoire : la carte de Cassini (XVIIIe siècle), la carte d'état-major (1820-1866) et les cartes ou photos aériennes de l'IGN pour la période actuelle (1950 à aujourd'hui).

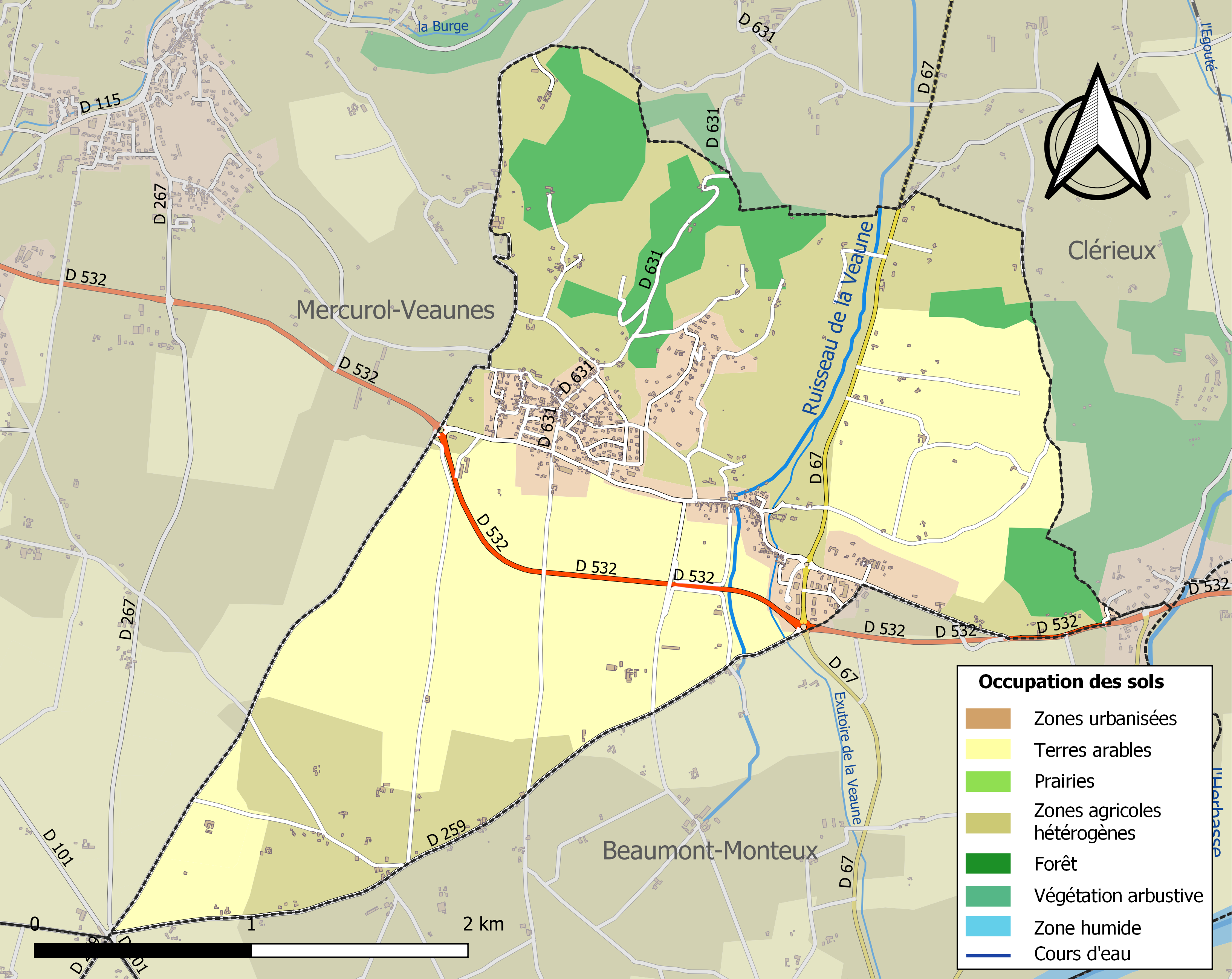
Carte des infrastructures et de l'occupation des sols de la commune en 2018 (CLC).

### Morphologie urbaine

#### Quartiers, hameaux et lieux-dits
Site Géoportail (carte IGN) :
- Bedad
- Bois Martin
- Champ Ratier
- Conflans
- Curson
- Grand Caire
- Grandes Terres
- Grand Pré
- la Mironnaise
- la Motte
- la Plaine
- les Clos
- les Creuses
- les Gaures
- les Largerols
- les Littes
- les Marchis
- les Marinets
- les Oches
- les Paillanches
- les Pichères
- les Planaises
- les Plantiers
- les Saviaux
- Machon
- Maubet
- Melot
- Petit Caire
- Rivoires
- Vassy

Anciens quartiers, hameaux et lieux-dits :
- les Amblards est un hameau attesté en 1891[13].

## Toponymie

### Attestations
Dictionnaire topographique du département de la Drôme :
- 960 (Chanos) : villa Chanozco (cartulaire de Romans, 90).
- 1030 (Chanos) : Conoscum (cartulaire de Romans, 97).
- 1050 (Chanos) : villa que Cannoscus vocatur (cartulaire de Romans, 28).
- 1090 (Chanos) : Canoschum (cartulaire de Romans, 259).
- 1100 (Chanos) : Cannoschum (cartulaire de Romans, 260).
- 1233 (Chanos) : Chanosc (cartulaire de Léoncel, 115).
- XIVe siècle (Chanos) : mention de la paroisse : ecclesia de Chanosco (pouillé de Vienne).
- 1442 (Chanos-Curson) : villagia de Cursone et de Chanosco (choix de documents, 251).
- 1449 (Chanos) : lou Chanaus (terrier de Vernaison).
- 1449 (Chanos) : mention de la paroisse : parrochia de Canalibus (terrier de Vernaison).
- 1459 (Chanos) : Chanasium et Chanascum (terrier de Vernaison).
- 1520 (Chanos) : mention de la paroisse : ecclesia de Chanots (pouillé de Vienne).
- 1551 (Chanos) : Channot (terrier de Saint-Bardoux).
- 1568 (Chanos) : Chanod (Bull. archéol., XIX, 33).
- 1604 (Chanos) : Chanauds (Bull. archéol., XIX, 33).
- 1640 (Chanos) : Chanoz (archives de la Drôme, E 800).
- 1650 (Chanos) : Chanols (archives de la Drôme, E 600).
- 1891 (Chanos-Curson) : Chanos-Curson, commune du canton de Tain. Elle correspond à l'ancienne communauté et paroisse de Chanos.
- 1891 (Chanos) : Chanos, village, chef-lieu de la commune de Chanos-Curson.

## Histoire

### Du Moyen Âge à la Révolution
La seigneurie : au point de vue féodal, Chanos fit toujours partie de la baronnie de Clérieux.
1789 (démographie) : il y a 200 chefs de famille dans la commune de Chanos-Curson.
Avant 1790, Chanos était une communauté de l'élection et subdélégation de Valence et du bailliage de Saint-Marcellin, ayant exactement la même étendue que la commune actuelle de Chanos-Curson.

Elle formait une paroisse du diocèse de Vienne dont l'église, sous le vocable de Saint-Martin, dépendait, depuis le milieu du XIe siècle, du chapitre de Romans qui y prenait la dîme et présentait à la cure.

#### Curson
Dictionnaire topographique du département de la Drôme :
- 1185 : Curcon (cartulaire de Léoncel, 34).
- 1192 : Curzo (cartulaire de Léoncel, 47).
- 1285 : feudus de Curczone (archives de la Drôme, E 601).
- 1366 : Curczo (archives de la Drôme, E 3587).
- 1442 : villagia de Cursone (choix de documents, 281).
- 1891 : Curson, village de la commune de Chanos-Curson.

La seigneurie :
- Au point de vue féodal, la terre dépendait de la baronnie de Clérieux.
- XIIe et XIIIe siècles : elle appartient aux Curson.
- Elle est morcelée en plusieurs petits fiefs.
- XVIIe siècle : les petits fiefs sont successivement acquis par les Luc.
- Ils passent par droit de prélation aux La Croix-Chevrières, barons de Clérieux.

Curson est une terre distincte de celle de Chanos mais dépendant elle-aussi de la baronnie de Clérieux. Après le XIIIe siècle, elle est divisée en petits fiefs.

### De la Révolution à nos jours
En 1790, Chanos-Curson devient une municipalité du canton de Clérieux. La réorganisation de l'an VIII (1799-1800) en fait une commune du canton de Tain.

## Politique et administration

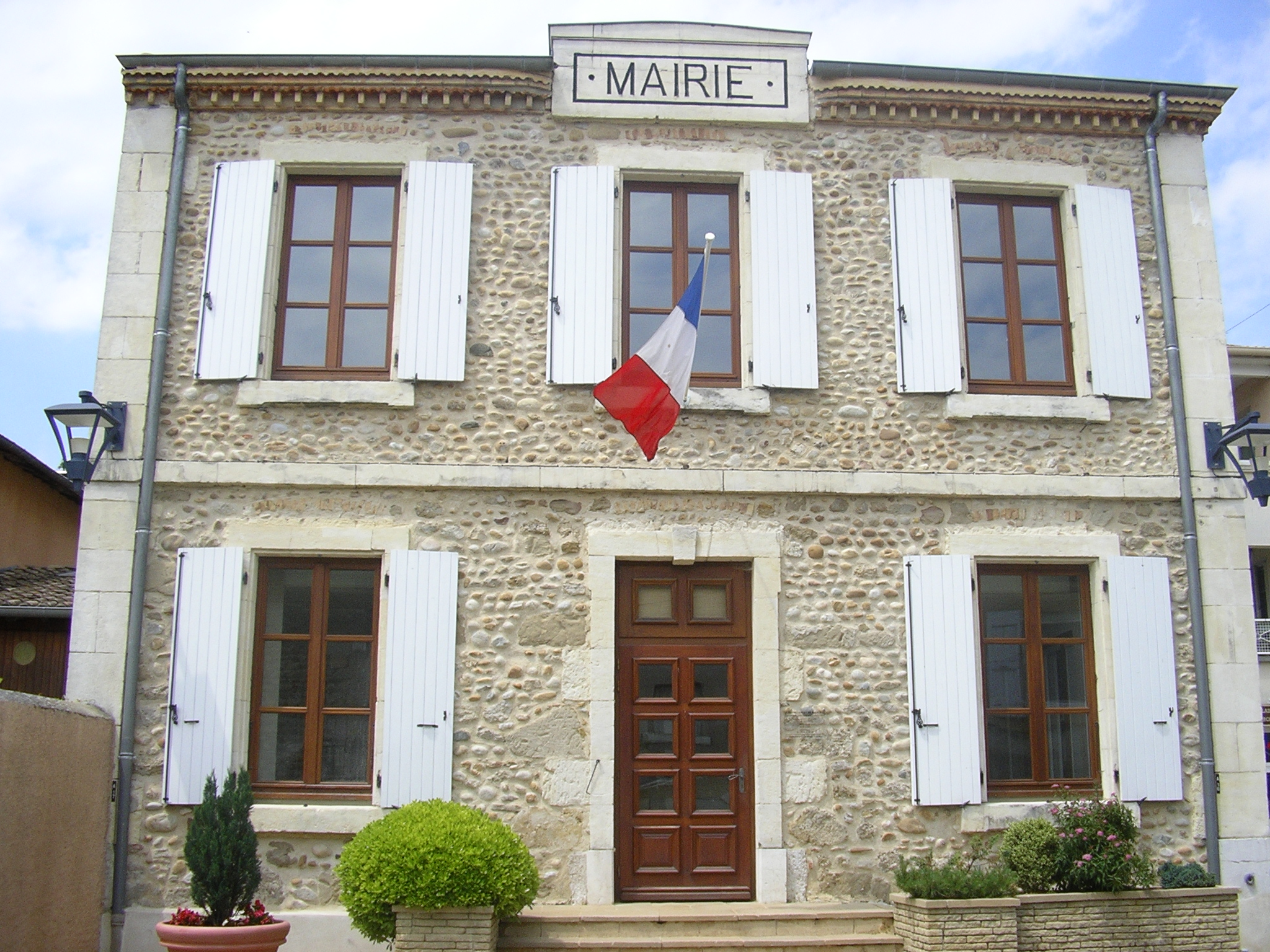
La mairie.

### Liste des maires
| Période                                                                      | Période                     | Identité                               | Étiquette | Qualité                                                                           |
| ---------------------------------------------------------------------------- | --------------------------- | -------------------------------------- | --------- | --------------------------------------------------------------------------------- |
| Les données manquantes sont à compléter. : de la Révolution au Second Empire |                             |                                        |           |                                                                                   |
| 1790                                                                         | 1793                        | Jacques Astier                         |           |                                                                                   |
| 1793                                                                         | 1808                        | Jean Louis Rostaing                    |           |                                                                                   |
| 1808                                                                         | 1815                        | François Gay                           |           |                                                                                   |
| 1815                                                                         | 1816                        | Pierre Rostaing                        |           |                                                                                   |
| 1816                                                                         | 1821                        | Saint-Cyr Nugues                       |           | maréchal de camp                                                                  |
| 1821                                                                         | 1826                        | Antoine Mourier                        |           |                                                                                   |
| 1826                                                                         | 1828                        | Pierre Rostaing                        |           |                                                                                   |
| 1828                                                                         | 1831                        | Jean Louis Hugues Chirouze             |           |                                                                                   |
| 1831                                                                         | 1846                        | Jean Baptiste Rostaing                 |           |                                                                                   |
| 1846                                                                         | 1848                        | Jean Crozel                            |           |                                                                                   |
| 1848                                                                         | 1854                        | Jean Baptiste Rostaing                 |           |                                                                                   |
| 1854                                                                         | 1862                        | Joseph Crozel                          |           |                                                                                   |
| 1862                                                                         | 1865                        | Antoine Meyzonnier                     |           |                                                                                   |
| 1865                                                                         | 1871                        | Émile Rostaing                         |           |                                                                                   |
| Les données manquantes sont à compléter. : depuis la fin du Second Empire    |                             |                                        |           |                                                                                   |
| 1871                                                                         | 1874                        | Jules Chamblard                        |           |                                                                                   |
| 1874                                                                         | 1876                        | Jules Chamblard                        |           | maire sortant                                                                     |
| 1876 (élection ?)                                                            | 1878                        | Victor Gallix                          |           |                                                                                   |
| 1878                                                                         | 1884                        | Joseph Ferdinand Guichard              |           |                                                                                   |
| 1884                                                                         | 1888                        | Joseph Ferdinand Guichard              |           | maire sortant                                                                     |
| 1888                                                                         | 1892                        | Joseph Ferdinand Guichard              |           | maire sortant                                                                     |
| 1892                                                                         | 1896                        | Joseph Ferdinand Guichard              |           | maire sortant                                                                     |
| 1896                                                                         | 1900                        | Victor Gallix                          |           |                                                                                   |
| 1900                                                                         | 1904                        | Victor Gallix                          |           | maire sortant                                                                     |
| 1904                                                                         | 1908                        | Victor Gallix                          |           | maire sortant                                                                     |
| 1908                                                                         | 1912                        | Adolphe Combelle                       |           |                                                                                   |
| 1912                                                                         | 1919                        | Adolphe Combelle                       |           | maire sortant                                                                     |
| 1919                                                                         | 1922                        | Adolphe Combelle                       |           | maire sortant                                                                     |
| 1922 (élection ?)                                                            | 1925                        | Alphonse Bosviel                       |           |                                                                                   |
| 1925                                                                         | 1929                        | Alphonse Bosviel                       |           | maire sortant                                                                     |
| 1929                                                                         | 1935                        | Alphonse Bosviel                       |           | maire sortant                                                                     |
| 1935                                                                         | 1942                        | Alphonse Bosviel                       |           | maire sortant                                                                     |
| 1942 (nommé ?)                                                               | 1945                        | Joseph Alloncle                        |           | adjoint faisant fonction de maire                                                 |
| 1945                                                                         | 1947                        | Jean Sauvajon                          |           |                                                                                   |
| 1947                                                                         | 1953                        | Jean Sauvajon                          |           | maire sortant                                                                     |
| 1953                                                                         | 1958                        | Jean Sauvajon                          |           | maire sortant                                                                     |
| 1958 (nommé ?)                                                               | 1959                        | Raoul Freydier                         |           |                                                                                   |
| 1959                                                                         | 1965                        | Maurice Alloncle                       | PS        |                                                                                   |
| 1965                                                                         | 1971                        | Maurice Alloncle                       |           | maire sortant Conseiller général de Tain-l'Hermitage (1967-1992)                  |
| 1971                                                                         | 1977                        | Maurice Alloncle                       |           | maire sortant                                                                     |
| 1977                                                                         | 1983                        | Maurice Alloncle                       |           | maire sortant                                                                     |
| 1983                                                                         | 1989                        | Serge Blache                           | PS        | retraité président du syndicat mixte de la Drôme des Collines président du SYTRAD |
| 1989                                                                         | 1995                        | Serge Blache                           |           | maire sortant                                                                     |
| 1995                                                                         | 2001                        | Serge Blache                           |           | maire sortant                                                                     |
| 2001                                                                         | 2008                        | Serge Blache                           |           | maire sortant                                                                     |
| 2008                                                                         | 2014                        | Serge Blache                           |           | maire sortant                                                                     |
| 2014                                                                         | 2018                        | Serge Blache                           |           | maire sortant                                                                     |
| 2018 (élection ?)                                                            | 2020                        | Stéphane Fournier                      |           | entrepreneur dirigeant de sociétés (Syrah Finance, Polypap)                       |
| 2020                                                                         | En cours (au 28 févr. 2021) | Isabelle Freiche,[source insuffisante] |           |                                                                                   |

## Population et société

### Démographie
L'évolution du nombre d'habitants est connue à travers les recensements de la population effectués dans la commune depuis 1793. Pour les communes de moins de 10 000 habitants, une enquête de recensement portant sur toute la population est réalisée tous les cinq ans, les populations de référence des années intermédiaires étant quant à elles estimées par interpolation ou extrapolation. Pour la commune, le premier recensement exhaustif entrant dans le cadre du nouveau dispositif a été réalisé en 2008.

En 2022, la commune comptait 1 177 habitants, en évolution de +9,49 % par rapport à 2016 (Drôme : +2,64 %, France hors Mayotte : +2,11 %).
| 1793 | 1800 | 1806 | 1821 | 1831 | 1836 | 1841 | 1846  | 1851  |
| ---- | ---- | ---- | ---- | ---- | ---- | ---- | ----- | ----- |
| 651  | 618  | 803  | 921  | 970  | 952  | 965  | 1 030 | 1 001 |

| 1856  | 1861 | 1866 | 1872 | 1876 | 1881 | 1886 | 1891 | 1896 |
| ----- | ---- | ---- | ---- | ---- | ---- | ---- | ---- | ---- |
| 1 024 | 968  | 946  | 954  | 940  | 931  | 908  | 860  | 873  |

| 1901 | 1906 | 1911 | 1921 | 1926 | 1931 | 1936 | 1946 | 1954 |
| ---- | ---- | ---- | ---- | ---- | ---- | ---- | ---- | ---- |
| 818  | 770  | 734  | 703  | 639  | 629  | 623  | 633  | 632  |

| 1962 | 1968 | 1975 | 1982 | 1990 | 1999 | 2006  | 2008  | 2013  |
| ---- | ---- | ---- | ---- | ---- | ---- | ----- | ----- | ----- |
| 596  | 624  | 641  | 722  | 773  | 944  | 1 058 | 1 091 | 1 076 |

| 2018  | 2022  | - | - | - | - | - | - | - |
| ----- | ----- | - | - | - | - | - | - | - |
| 1 082 | 1 177 | - | - | - | - | - | - | - |

### Enseignement
La commune est rattachée à l'académie de Grenoble.

### Manifestations culturelles et festivités
- Les mais se célèbrent le 30 avril au soir. C'est l'occasion pour tout le village de fêter la venue du mois de mai[réf. nécessaire].`
- Le ramassage des escargots durant la saison des pluies est une activité très prisée des habitants de Chanos-Curson. Le gagnant du concours annuel a le droit à son nom gravé sur le célèbre caillou du village.
- La très célèbre fête du caillou de Chanos-Curson réunie chaque année pas moins de 50 personnes au village. Les habitants chantent, dansent et s'amusent toute la nuit autour du caillou qui est signe de paix et de prospérité du village. Les habitants aiment entonner le célèbre chant du caillou "OH GRAND CAILLOU". S'ensuit évidemment le barbecue annuel de Chanos-Curson avec au menu les escargots ramassés durant la saison des pluies.

### Loisirs
- Équitation[16].

## Économie

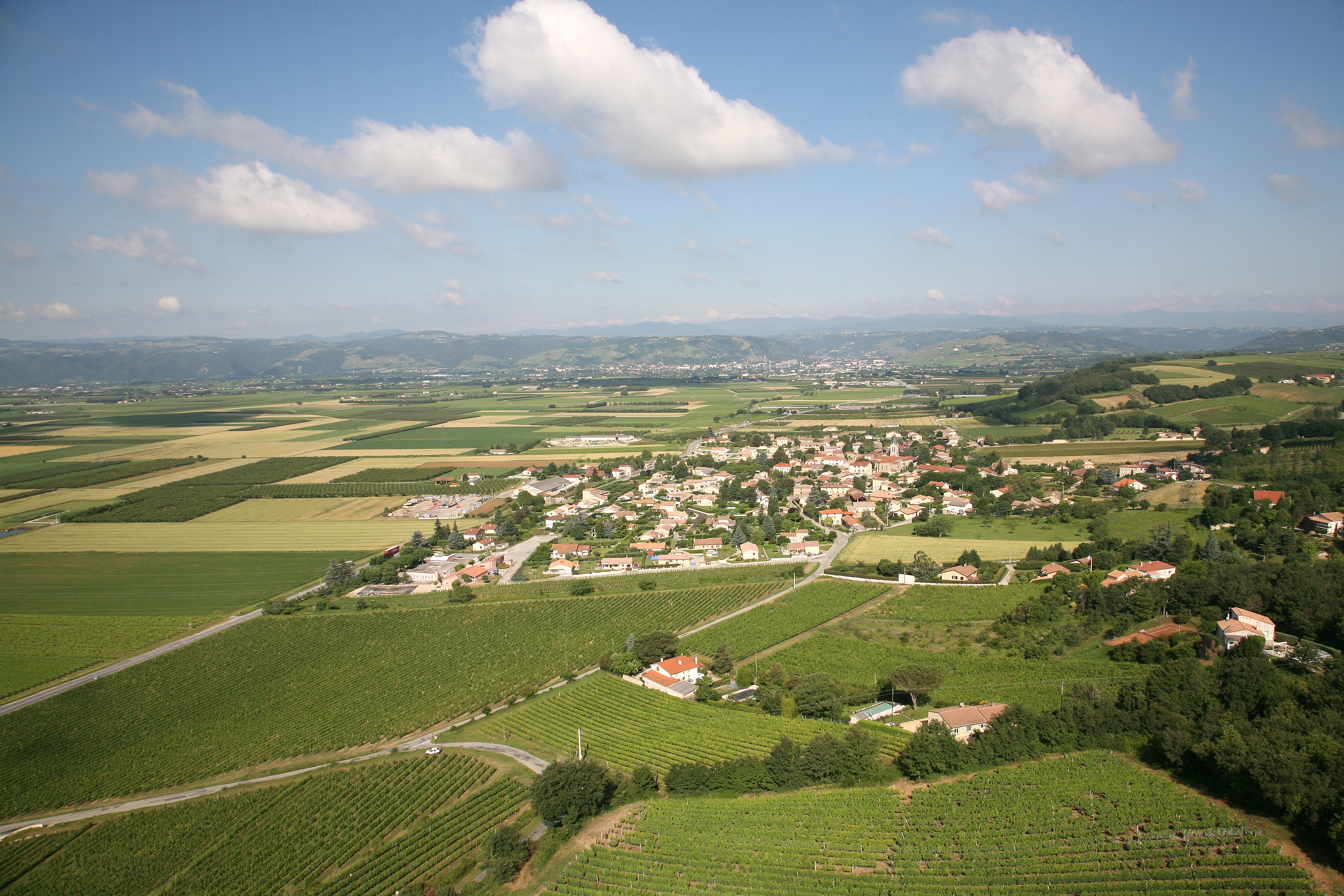
Les vignes.

### Agriculture
En 1992 : céréales, vergers, vignes (vin AOC crozes-hermitage (AOC) et côtes-du-Rhône), caprins.

## Culture locale et patrimoine

### Lieux et monuments

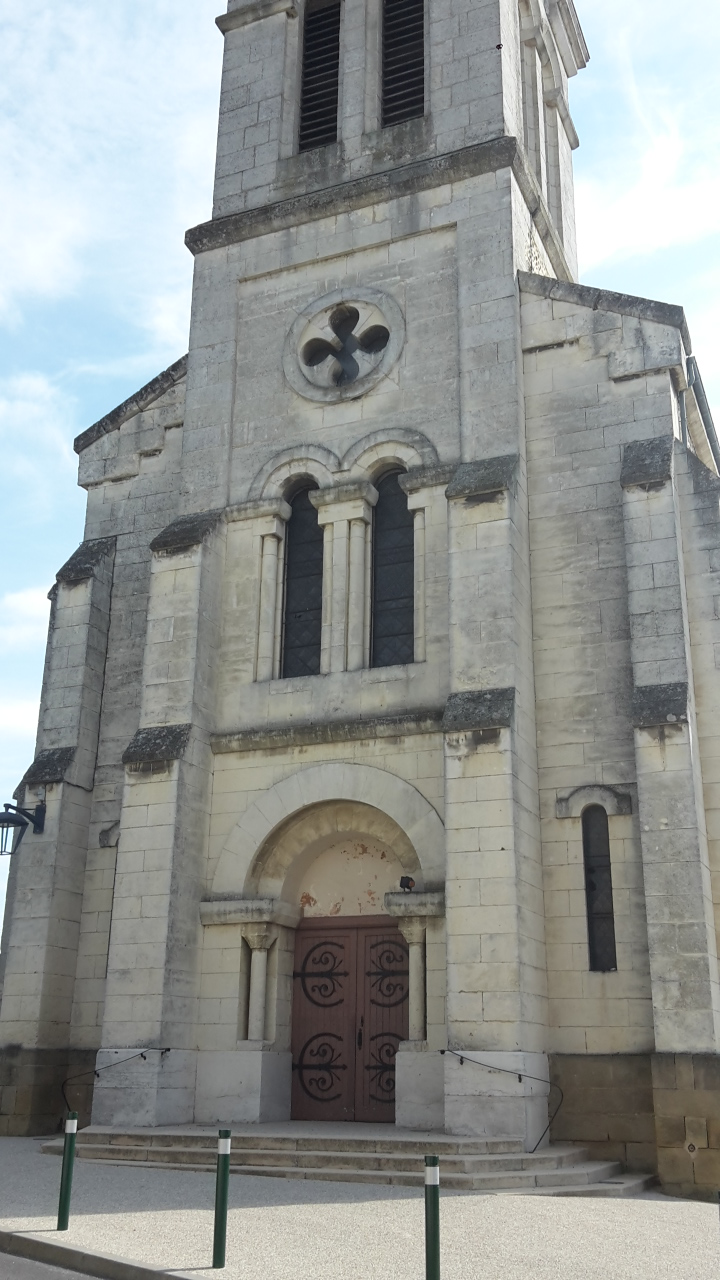
L'église Saint-Martin.

- Château de Conflans (restauré)[16] : ancienne maison forte construite au XVe siècle par Jean de Conflans[réf. nécessaire].
- Château de la Dame (style Renaissance)[16] : château d'époque moderne rénové en 1984-1989 ; son nom fait référence à Diane de Poitiers[réf. nécessaire].
- Église Saint-Martin (à Chanos), rebâtie en style ogival[16] : néo-gothique du XIXe siècle[réf. nécessaire].

### Personnalités liées à la commune
- Eugène Servan, homme politique né le 13 juillet 1823 à Chanos-Curson (Drôme) et décédé le 17 septembre 1876 à Romans (Drôme).

### Héraldique, logotype et devise
|  | Chanos-Curson possède des armoiries dont l'origine et le blasonnement exact ne sont pas disponibles. |